# Terry Brahm
Terrence Paul „Terry“ Brahm (* 21. November 1962) ist ein ehemaliger US-amerikanischer Leichtathlet, der sich auf den Langstreckenlauf spezialisiert hat. Seinen größten Erfolg feierte er mit dem Gewinn der Bronzemedaille über 3000 Meter bei den Hallenweltmeisterschaften 1987 in Indianapolis.

## Sportliche Laufbahn
Terry Brahm wuchs in Saint Meinrad, Indiana, auf und absolvierte ein Studium an der Indiana University Bloomington. 1985 schied er bei der Sommer-Universiade in Kōbe mit 3:47,35 min in der Vorrunde im 1500-Meter-Lauf aus. 1986 wurde er NCAA-Collegemeister im 5000-Meter-Lauf und im selben Jahr gewann er bei den Goodwill Games in Moskau in 13:47,11 min die Silbermedaille über 5000 Meter hinter seinem Landsmann Doug Padilla. Im Jahr darauf gewann er bei den erstmals ausgetragenen Hallenweltmeisterschaften in Indianapolis in 8:03,92 min die Bronzemedaille im 3000-Meter-Lauf hinter den Iren Frank O’Mara und Paul Donovan. Zudem startete er in diesem Jahr bei den Panamerikanischen Spielen ebendort und wurde dort nachträglich disqualifiziert, da er durch seinen Landsmann Doug Padilla unzulässig unterstützt wurde. 1988 nahm er an den Olympischen Sommerspielen in Seoul teil und schied dort mit 14:04,12 min im Halbfinale über 5000 Meter aus. 1990 belegte er bei den Goodwill Games in Seattle in 13:42,59 min den vierten Platz über 5000 Meter und im Jahr darauf beendete er seine aktive sportliche Karriere im Alter von 29 Jahren.
1990 wurde Brahm US-amerikanischer Meister im 5-km-Straßenlauf und 1991 wurde er Hallenmeister über 3000 Meter.

## Persönlichkeiten
- 1500 Meter: 3:35,81 min, 14. August 1988 in Hengelo
- Meile: 3:54,56 min, 16. Juli 1984 in Burnaby
  - Meile (Halle): 3:59,87 min, 6. Februar 1988 in Dallas
  - 2000 Meter (Halle): 5:05,77 min, 31. Januar 1986 in Bloomington
- 3000 Meter: 7:43,15 min, 22. Juli 1986 in Paris
  - 3000 Meter (Halle): 7:46,09 min, 10. Februar 1989 in East Rutherford
- 5000 Meter: 13:28,00 min, 1. Juni 1990 in Eugene